# ラスティ・ライアル
ラスティ・アレン・ライアル（Rusty Allen Ryal, 1983年3月16日 - ）は、アメリカ合衆国オクラホマ州出身の元プロ野球選手（内野手）。
1991年から1992年まで中日ドラゴンズに所属していたマーク・ライアルを父に持つ。

## 来歴
2005年のMLBドラフトで、アリゾナ・ダイヤモンドバックスから14巡目で指名され入団。入団後しばらくはマイナーリーグ暮らしを続けていた。
2009年シーズンは3Aで打率.290、17本塁打、70打点を記録し、8月10日にメジャーデビューを果たした。同年8月15日のドジャース戦に代打で出場したライアルは、打球をドジャース先発・黒田博樹の頭部へ直撃させてしまう。ライアルは「あなたにけがをさせてまで、メジャーにしがみついていたくない」と黒田に謝罪の手紙を送ったが、黒田は「僕が引退したとき、彼に当てられたと胸を張れる選手になってほしい」と返答した。
2010年はメジャーで104試合に出場し、打率.261、3本塁打、11打点の成績を残した。12月23日に読売ジャイアンツと契約。
2011年は開幕から正三塁手としてスタメン起用されたが、攻守ともに目立った結果を残せず5月13日に登録抹消された。6月中旬には再登録されたが、下旬に再び登録抹消。8月下旬に小笠原道大の故障により再昇格したものの、9月3日の東京ヤクルトスワローズ戦において代打で見逃し三振に倒れた後、試合終了前に無断でベンチから姿を消したとして罰金を科された。この試合以降一軍出場はなく、10月1日には球団から戦力外通告を受けた。この件の他にも使った場所を自分で整備しない、マウンドへの集合があってもそれを怠るなど、素行の悪さはチームメイトからも批判されていた。33試合の出場で打率.198、0本塁打、4打点、OPS.478という成績だった。ライアル同様本年に加わったカルロス・トーレスやジョシュ・フィールズ（ライアルの不振を受けて途中加入）、さらにかつてのエースセス・グライシンガーも前年に引き続き故障の影響で揃って振るわず、ブライアン・バニスターに至っては東日本大震災を理由にシーズン前に無断帰国しそのまま解雇された。所属した外国人選手が誰も結果を残せなかったことはこの年の巨人が優勝を逃した原因の一つに挙げられた。退団後の11月16日にはアリゾナ・ダイヤモンドバックスとマイナー契約を結んだ。
2012年、AAA級リノでは64試合の出場で打率.241、4本塁打、OPS.634の成績に終わり7月25日に解雇された。27日にアトランタ・ブレーブスとマイナー契約を結ぶ。AAA級グウィネットでは28試合の出場で打率.287、2本塁打、OPS.759の成績を残した。
2013年1月2日にロサンゼルス・ドジャースとマイナー契約を結ぶ。9月1日にロサンゼルス・エンゼルス・オブ・アナハイムへトレードで移籍するが、11月5日に解雇。
2014年はアトランティック・リーグのシュガーランド・スキーターズに所属。6月4日、フィラデルフィア・フィリーズとマイナー契約を結ぶも、7月17日に放出された。

## 選手としての特徴
確実性の高い打撃に定評がある中距離打者。守備では内野の全ポジションをこなせる器用性が魅力。

## 詳細情報

### 年度別打撃成績
| 年 度    | 球 団    | 試 合 | 打 席 | 打 数 | 得 点 | 安 打 | 二 塁 打 | 三 塁 打 | 本 塁 打 | 塁 打 | 打 点 | 盗 塁 | 盗 塁 死 | 犠 打 | 犠 飛 | 四 球 | 敬 遠 | 死 球 | 三 振 | 併 殺 打 | 打 率 | 出 塁 率 | 長 打 率 | O P S |
| -------- | -------- | ----- | ----- | ----- | ----- | ----- | -------- | -------- | -------- | ----- | ----- | ----- | -------- | ----- | ----- | ----- | ----- | ----- | ----- | -------- | ----- | -------- | -------- | ----- |
| 2009     | ARI      | 30    | 68    | 59    | 11    | 16    | 6        | 2        | 3        | 35    | 9     | 0     | 0        | 0     | 1     | 6     | 1     | 2     | 21    | 0        | .271  | .353     | .593     | .946  |
| 2010     | ARI      | 104   | 222   | 207   | 19    | 54    | 7        | 1        | 3        | 72    | 11    | 0     | 3        | 1     | 0     | 8     | 0     | 6     | 67    | 3        | .261  | .308     | .348     | .656  |
| 2011     | 巨人     | 33    | 101   | 96    | 6     | 19    | 4        | 0        | 0        | 23    | 4     | 0     | 1        | 0     | 0     | 4     | 0     | 1     | 31    | 2        | .198  | .238     | .240     | .478  |
| MLB：2年 | MLB：2年 | 134   | 290   | 266   | 30    | 70    | 13       | 3        | 6        | 107   | 20    | 0     | 3        | 1     | 1     | 14    | 1     | 8     | 88    | 3        | .263  | .318     | .402     | .721  |
| NPB：1年 | NPB：1年 | 33    | 101   | 96    | 6     | 19    | 4        | 0        | 0        | 23    | 4     | 0     | 1        | 0     | 0     | 4     | 0     | 1     | 31    | 2        | .198  | .238     | .240     | .478  |

- 2013年度シーズン終了時

### 記録
NPB
- 初出場・初先発出場：2011年4月12日、対東京ヤクルトスワローズ1回戦（宇部市野球場）、7番・三塁手として先発出場
- 初安打：同上、4回裏に石川雅規から右前安打
- 初打点：2011年4月29日、対横浜ベイスターズ1回戦（横浜スタジアム）、5回表に篠原貴行から中前適時打

### 背番号
- 8 （2009年 - 同年途中）
- 4 （2009年途中 - 2010年）
- 33 （2011年）